# Lauttasaari
Lauttasaari (schwed. Drumsö) ist eine Insel in Helsinki mit einer Fläche von 3,75 km², etwa 3 km westlich vom Stadtzentrum gelegen. In der amtlichen Stadtgliederung stellt sie einen eigenen Stadtteil (kaupunginosa) dar, unterteilt in die Teilgebiete (osa-alue) Kotkavuori, Vattuniemi, Myllykallio und Koivusaari. Letzterer besteht aus einer westlich benachbarten Insel.
Lauttasaari ist hauptsächlich Wohngebiet mit 19.000 Einwohnern. Trotz seiner Nähe zum Stadtzentrum gibt es auf Lauttasaari auch einige Waldstücke und hervorstehende Felsen.
Über die Insel verläuft die Autobahn Länsiväylä, die als  Helsinki mit Espoo verbindet.
Bis zum Bau der Verbindungsbrücke von Helsinki 1935 war Lauttasaari ein Naherholungsgebiet. Von da an setzte eine rege Bautätigkeit ein. Zunächst entstand ein Industriegebiet, später wurden zahlreiche Industrieanlagen abgerissen und durch Wohnblocks ersetzt.
Die Stationen Lauttasaari und Koivusaari der Metro Helsinki auf der Strecke nach Espoo sind seit 2017 in Betrieb.

## Galerie

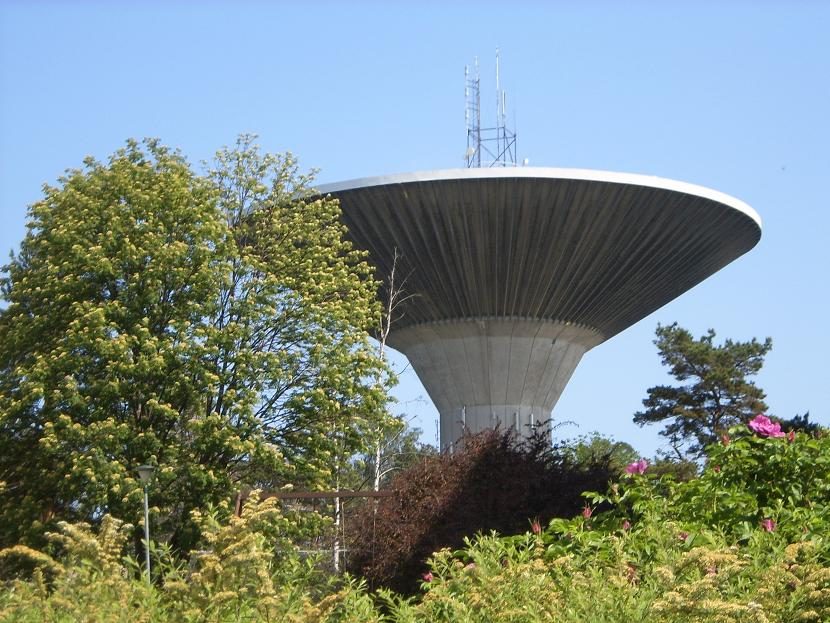
Der Wasserturm von Lauttasaari
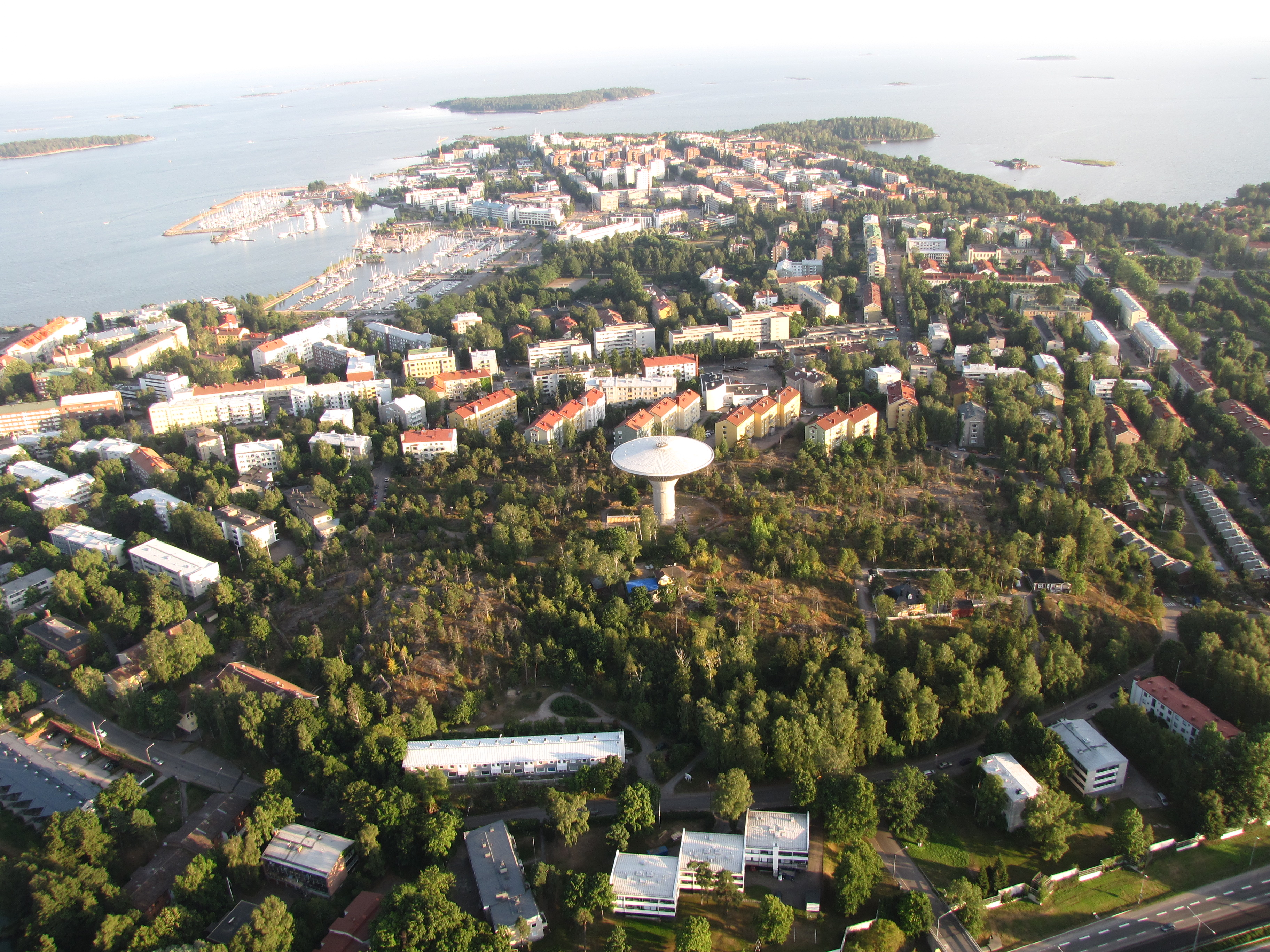
Luftbild
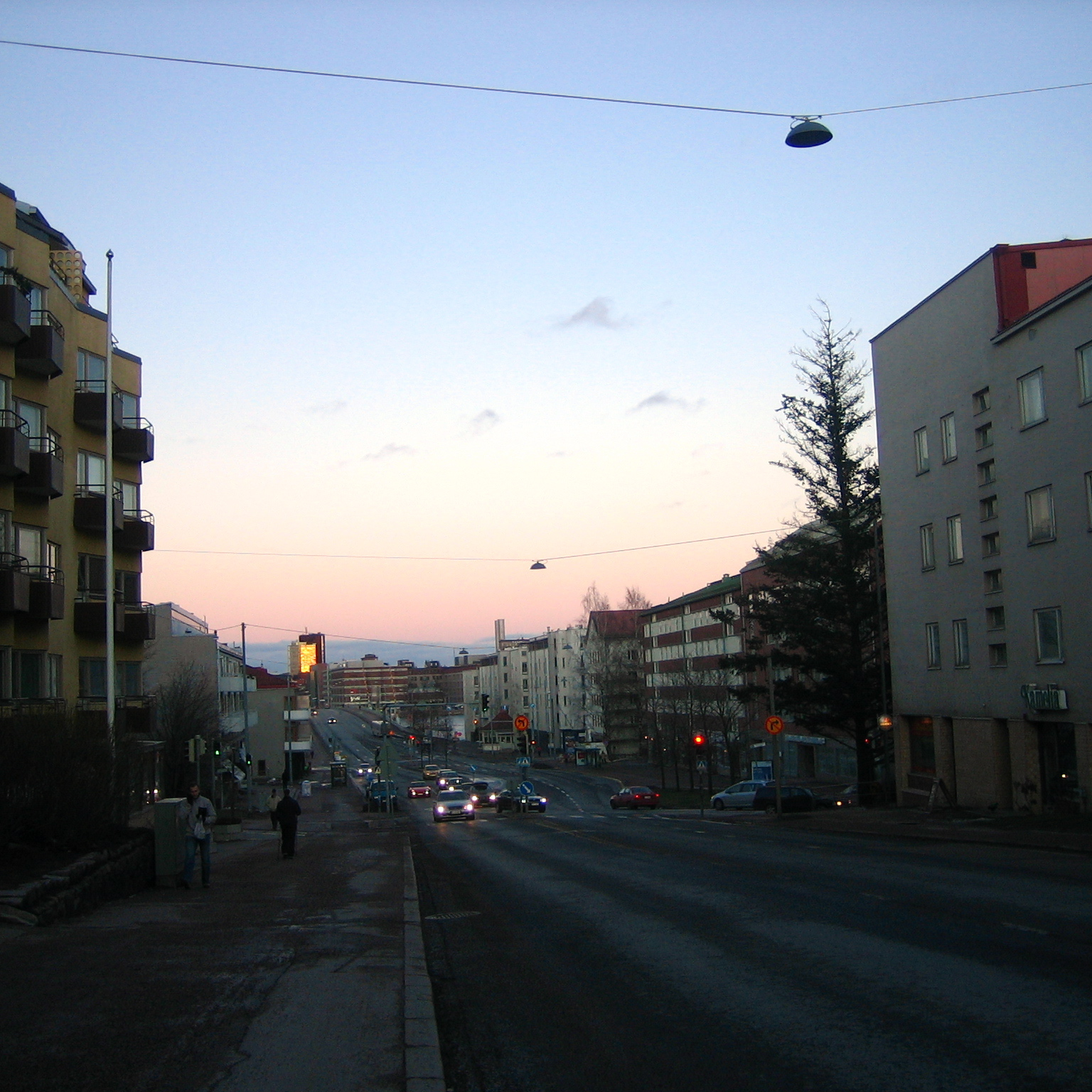
Straße Lauttasaaren tie
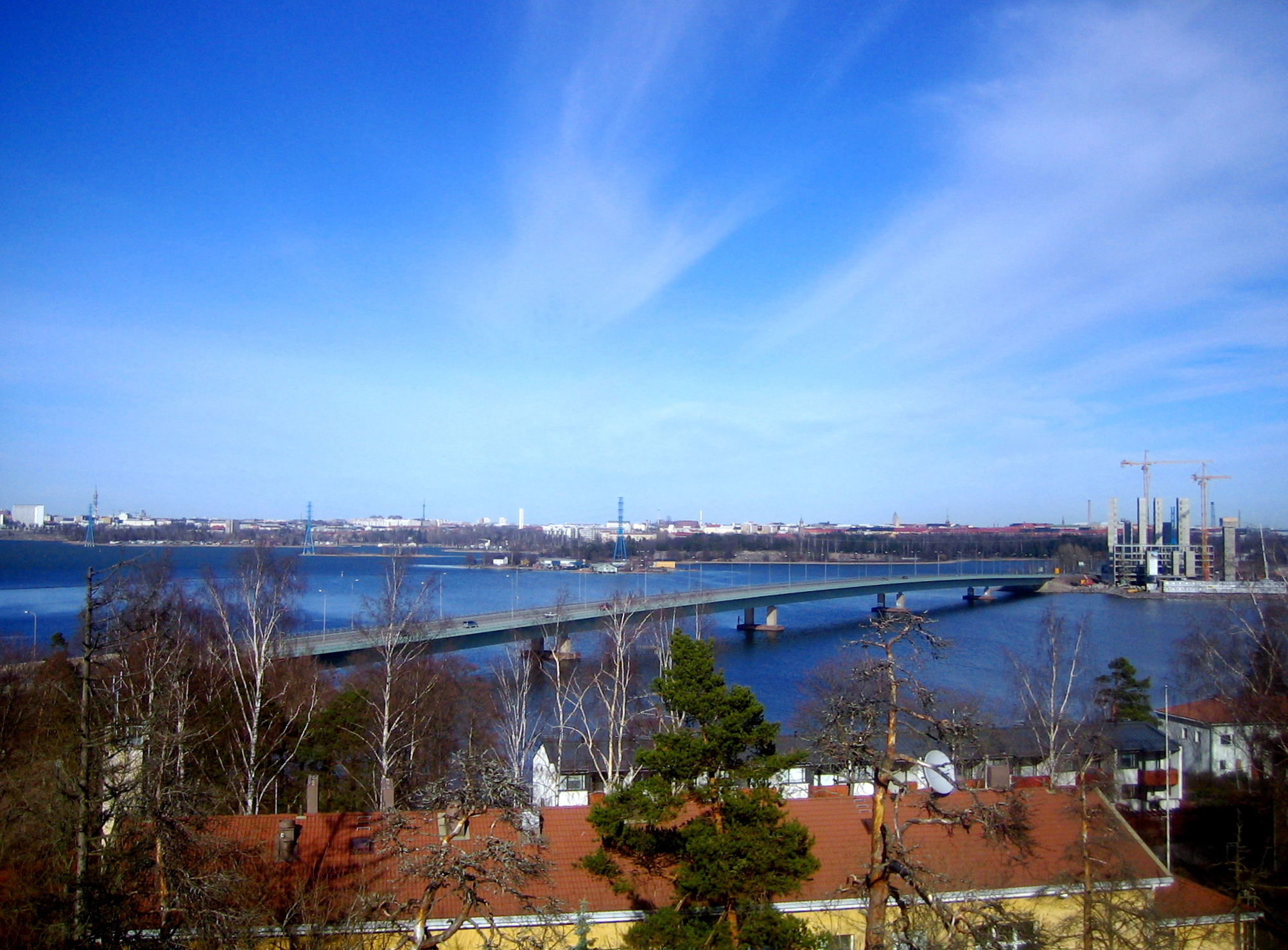
Lapinlahti-Brücke in das Stadtzentrum von Helsinki
Karte des Stadtteils